# Lotononis divaricata
Lotononis divaricata är en ärtväxtart som först beskrevs av Christian Friedrich Frederik Ecklon och Carl Ludwig Philipp Zeyher, och fick sitt nu gällande namn av George Bentham. Lotononis divaricata ingår i släktet Lotononis och familjen ärtväxter. Inga underarter finns listade i Catalogue of Life.